# ميكائيل جبريل
ميكائيل جبريل (بالفنلندية: Mikael Gabriel)‏ هو موسيقي فنلندي، ولد في 25 فبراير 1990 في هلسنكي في فنلندا.

## وصلات خارجية
- الموقع الرسمي
- ميكائيل جبريل على موقع IMDb (الإنجليزية)
- ميكائيل جبريل على موقع ميوزك برينز (الإنجليزية)
- ميكائيل جبريل على موقع ميوزك برينز (الإنجليزية)
- ميكائيل جبريل على موقع أول ميوزيك (الإنجليزية)
- ميكائيل جبريل على موقع أول ميوزيك (الإنجليزية)
- ميكائيل جبريل على موقع ديسكوغز (الإنجليزية)
- ميكائيل جبريل على موقع ديسكوغز (الإنجليزية)
- ميكائيل جبريل على موقع قاعدة بيانات الفيلم (الإنجليزية)